# Макговерн, Элисон
Элисон Макговерн (англ. Alison McGovern; род. 30 декабря 1980, Бромборо, Мерсисайд, Англия) — британский политик-лейборист, член Палаты общин с 2010 года от округа Южный Уиррал.

## Биография
Внучка писателя песенника и активиста Петра Макговерна, дочь инженера телекоммуникаций на British Rail и медсестры. Она изучала философию в Университетском колледже Лондона. Затем работала научным сотрудником в Палате общин и экспертом по коммуникациям для проектов развития в Network Rail. С 2006 по 2010 была членом совета боро Саутерк в Лондоне.
Стала личным парламентским секретарем бывшего премьер-министра Гордона Брауна в июле 2010 года. В 2013 году она вошла в команду теневого Министерства по международному развитию, в 2014 году стала теневым государственным министром по вопросам детей и семей. С октября 2015 года председательствует в организации «Progress», связанной с «новыми лейбористами» Тони Блэра.
Находится в браке с консультантом-экономистом, в 2011 году у пары родилась дочь.

## Ссылка
- Официальный сайт
- Профиль на сайте парламента Великобритании